# Île Button
L'île Button (en anglais Button Island) est une des îles Malouines (Falkland Islands).